# Missouri (pel·lícula)
|  | Aquest article tracta sobre pel·lícula dirigida per Arthut Penn. Vegeu-ne altres significats a «Missouri». |

Missouri (títol original: The Missouri Breaks) és una pel·lícula estatunidenca dirigida per Arthur Penn el 1976, produïda per la United Artists. Ha estat doblada al català.

## Argument
1880, en les terres accidentades (Missouri breaks) del centre de Montana. El jove Tom Logan i els seus quatre acòlits són rustlers (lladres de ramaderia). Per facilitar els seus desplaçaments i guardar discrètement els animals que roben, decideixen adquirir un ranxo que servirà de lloc per guardar-lo i de repós. S'autofinancien gràcies a un atracament a un tren, i compren un petit ranxo al costat de la immensa propietat d'un gran criador de bestiar.
Aquest veí és David Braxton, un ric criador de bestiar arribat a la regió 30 anys abans, i que perpetua les tradicions del judici expeditiu dels lladres de ramaderia i de cavalls.
Un joc del gat i del ratolí comença entre Braxton i Logan: el jove, tot fent-se passar per un plàcid petit granger, roba les bèsties del notable local, penja el seu contramestre (perquè ha penjat un dels lladres, el jove Sandy), i se'n va al llit amb la seva filla única. També Braxton contracta Robert Lee Clayton, personatge atípic i "regulator" de lladres de ramaderia reputar, per eliminar tots els maldecaps, Tom inclòs.
Quan Clayton, que ha vist qui és el cap dels lladres, comença a eliminar (un per un i amb una gran perversitat) els amics de Tom, aquest es defensa.

## Repartiment
- Marlon Brando: Robert E. Lee Clayton
- Jack Nicholson: Tom Logan
- Randy Quaid: Tod, anomenat "Little Tod"
- Kathleen Lloyd: Jane Braxton
- John McLiam: David Braxton
- Frederic Forrest: Cary
- Harry Dean Stanton: Calvin
- John Ryan: Cy
- Sam Gilman: Hank Rate
- Richard Bradford: Pete Marker
- James Greene: Hellsgate, el ranxer
- Luana Anders: la dona del ranxer
- Danny Goldman: Nelson
- Hunter von Leer: Sandy